# Chunchagahalli, Maddur
Chunchagahalli là một làng thuộc tehsil Maddur, huyện Mandya, bang Karnataka, Ấn Độ.